# Locomotiva FCL 350
Le locomotive a vapore gruppo 350 erano un gruppo di locotender a 4 assi accoppiati, alimentate a carbone, che la Mediterranea Calabro Lucane acquisì per il servizio sulle proprie linee a scartamento ridotto.

## Storia
Le 11 locomotive erano di progettazione tedesca, della Borsig che ne fornì i primi 3 esemplari (351-353) le restanti vennero costruite su licenza e ordinate, intorno alla metà degli anni venti, alla Breda di Milano che ne fornì le unità da 354 a 357, e all'Ansaldo di Sampierdarena che costruì il gruppo da 358 a 361. Quattro unità vennero assegnate al deposito locomotive di Castrovillari per essere utilizzate sulla Spezzano-Lagonegro che presentava tratte a cremagliera e diedero un ottimo risultato sia al traino di treni merci che di viaggiatori, le altre circolarono sulle linee cosentine e sulle taurensi.
Oggi ne sopravvivono alcune, la 353 che è stata restaurata nella prima metà degli anni novanta a cura dell'officina rotabili di Cosenza ed è attiva ancor oggi per treni storici e amatoriali e la 358 appartenente ad una collezione privata.

## Caratteristiche
Le locomotive erano a 4 assi accoppiati e del tipo locotender. La loro forma massiccia dava una positiva impressione di potenza accentuata dalla grossa caldaia. Qualcuno le definì le 480 delle Calabro-Lucane; con i loro 800 CV erano infatti le più potenti locomotive a scartamento ridotto della rete italiana

## Deposito locomotive di assegnazione
- Deposito locomotive di Castrovillari
- Deposito locomotive di Cosenza
- Deposito locomotive di Potenza
- Deposito locomotive di Bari

## Galleria d'immagini

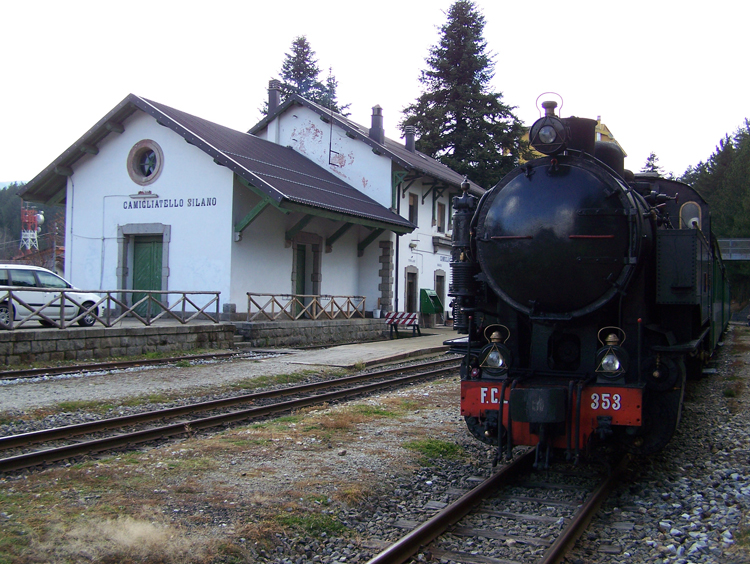
FCL 353 a Camigliatello
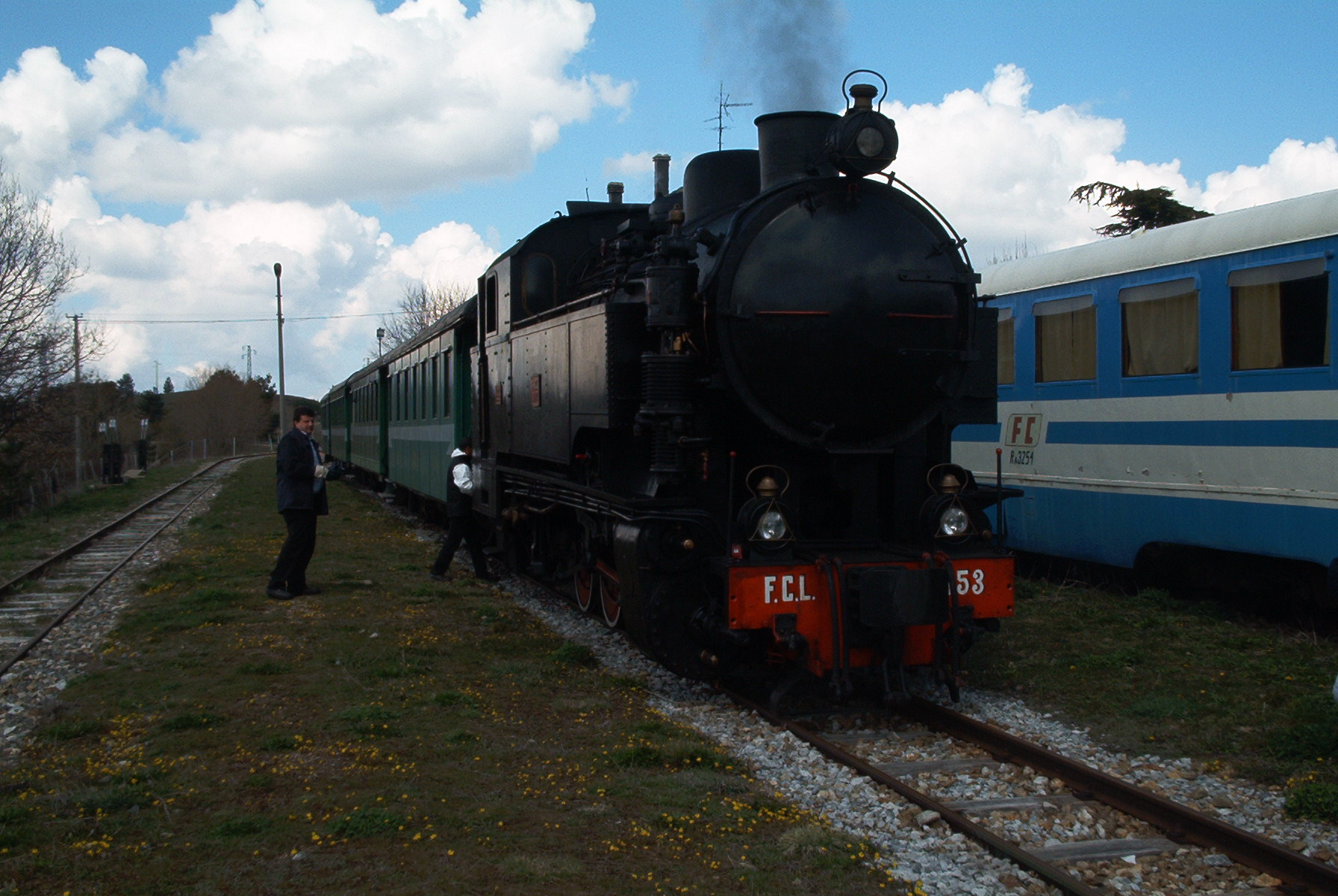
FCL 353 a San Nicola S.M. in testa a un testo storico
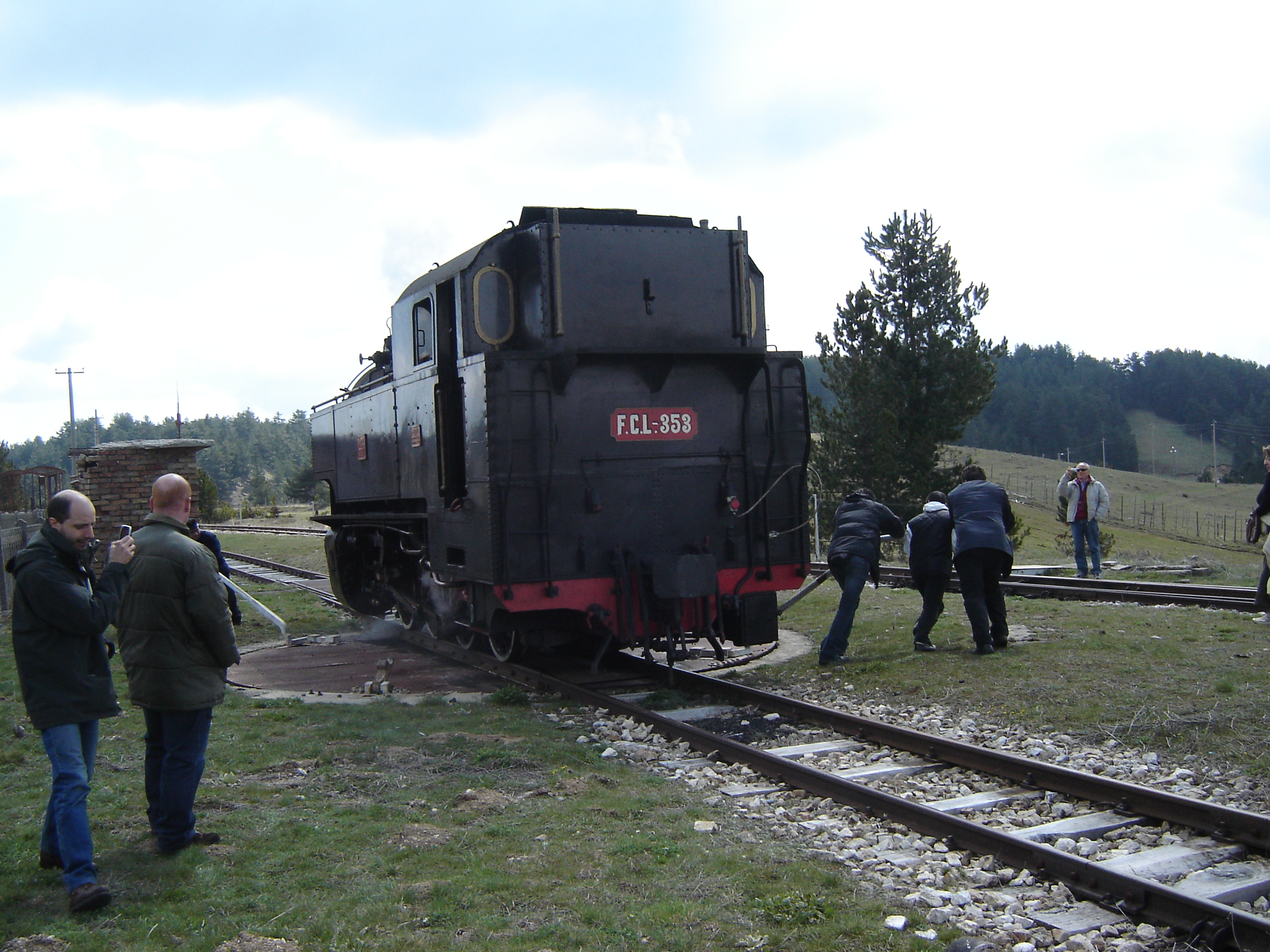
FCL 353 in manovra a San Nicola S.M.
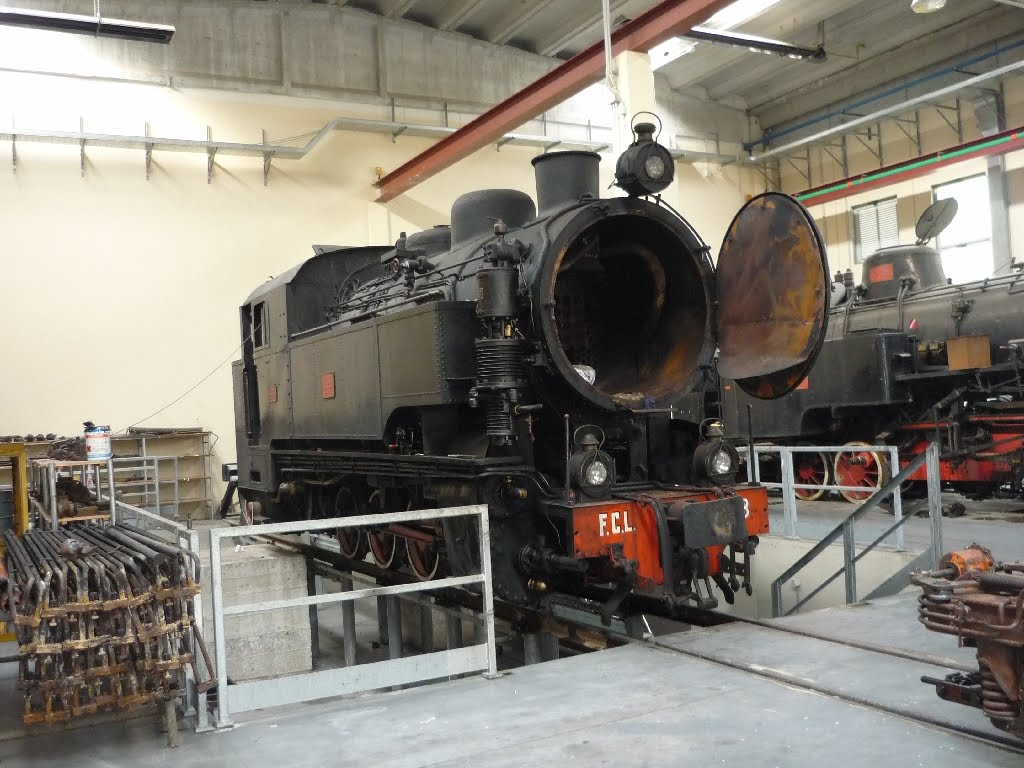
FCL 353 in revisione a Cosenza
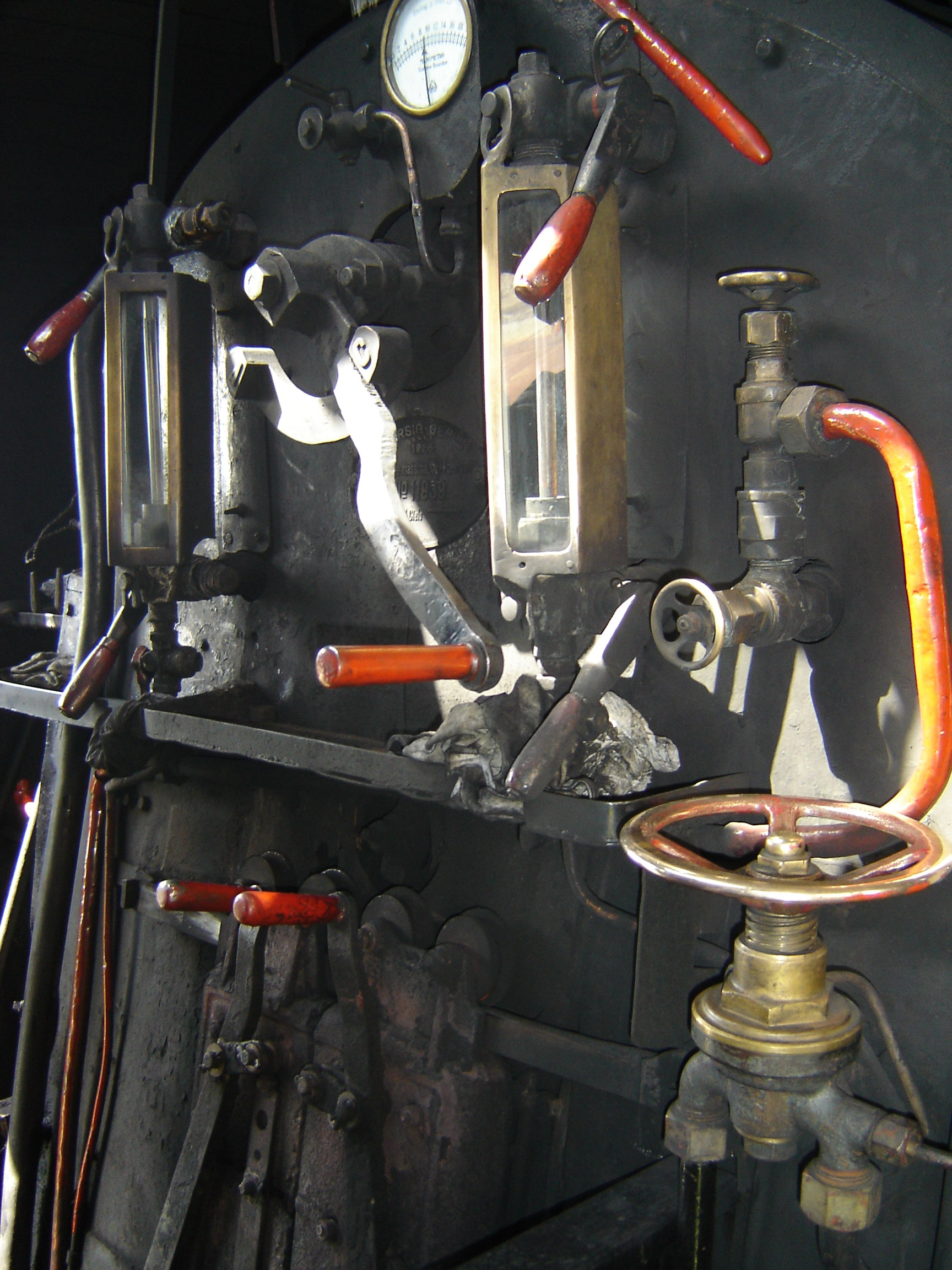
Visuale della cabina di guida della FCL 353
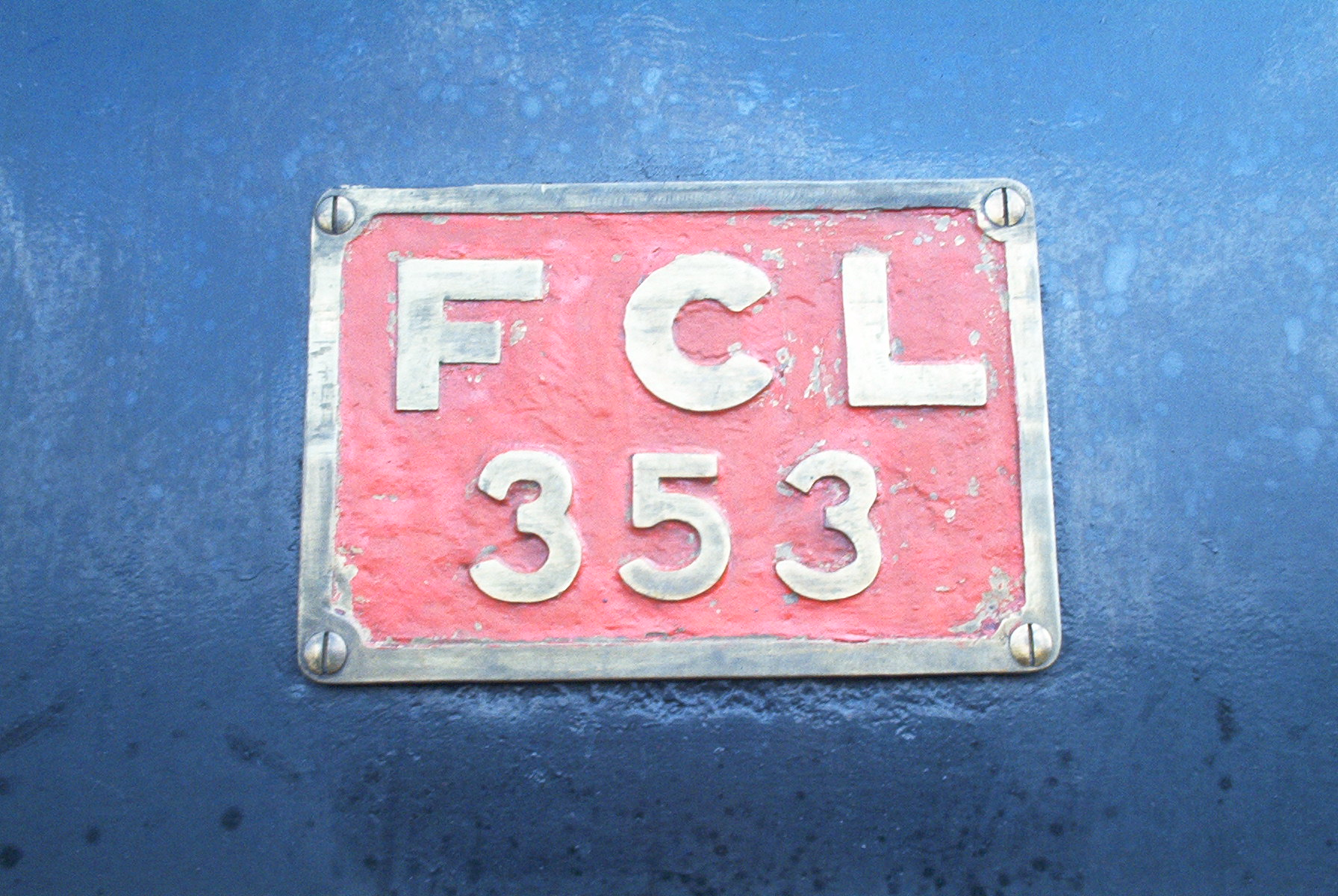
Targa FCL 353
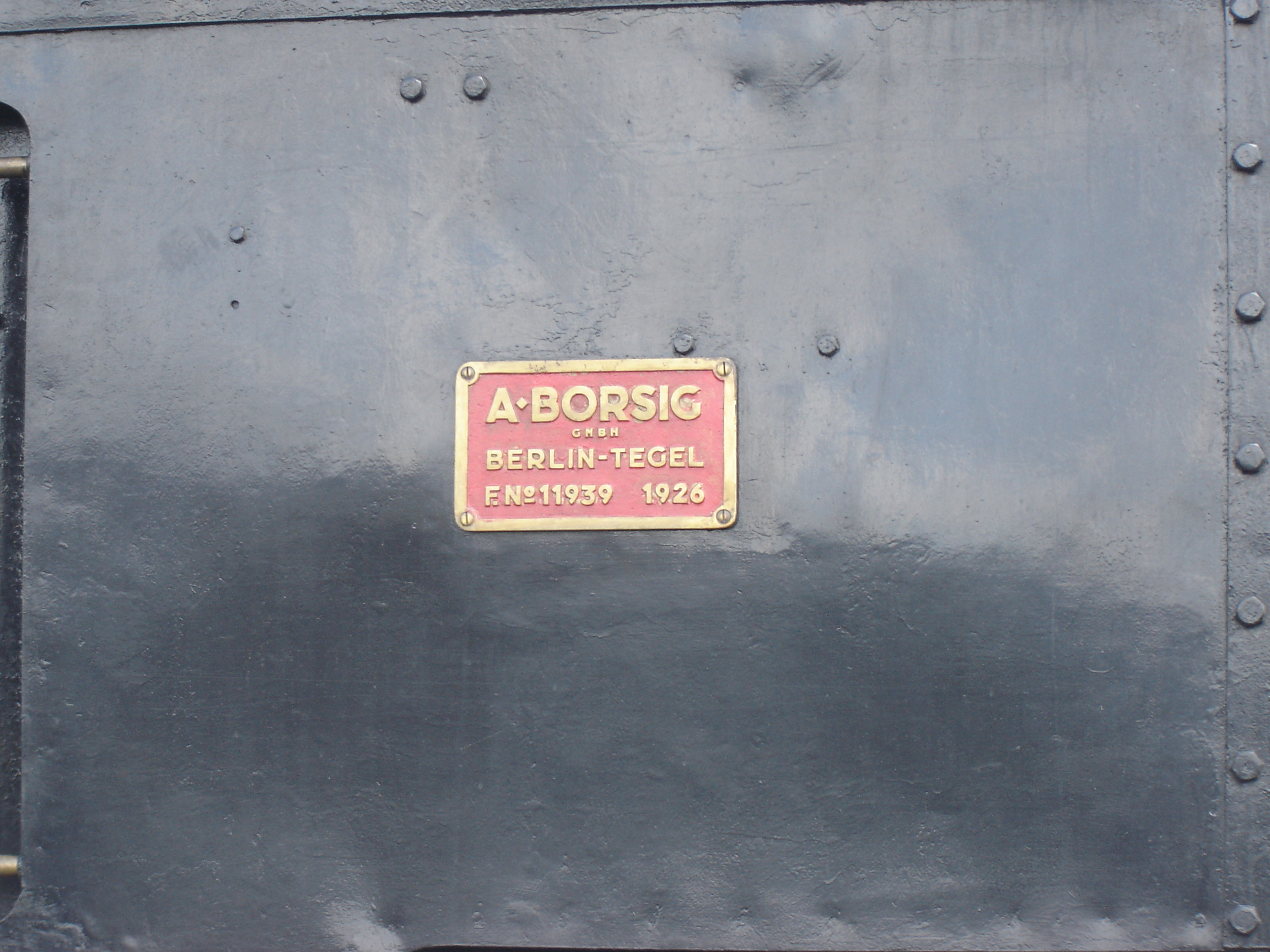
Targa costruzione FCL 353
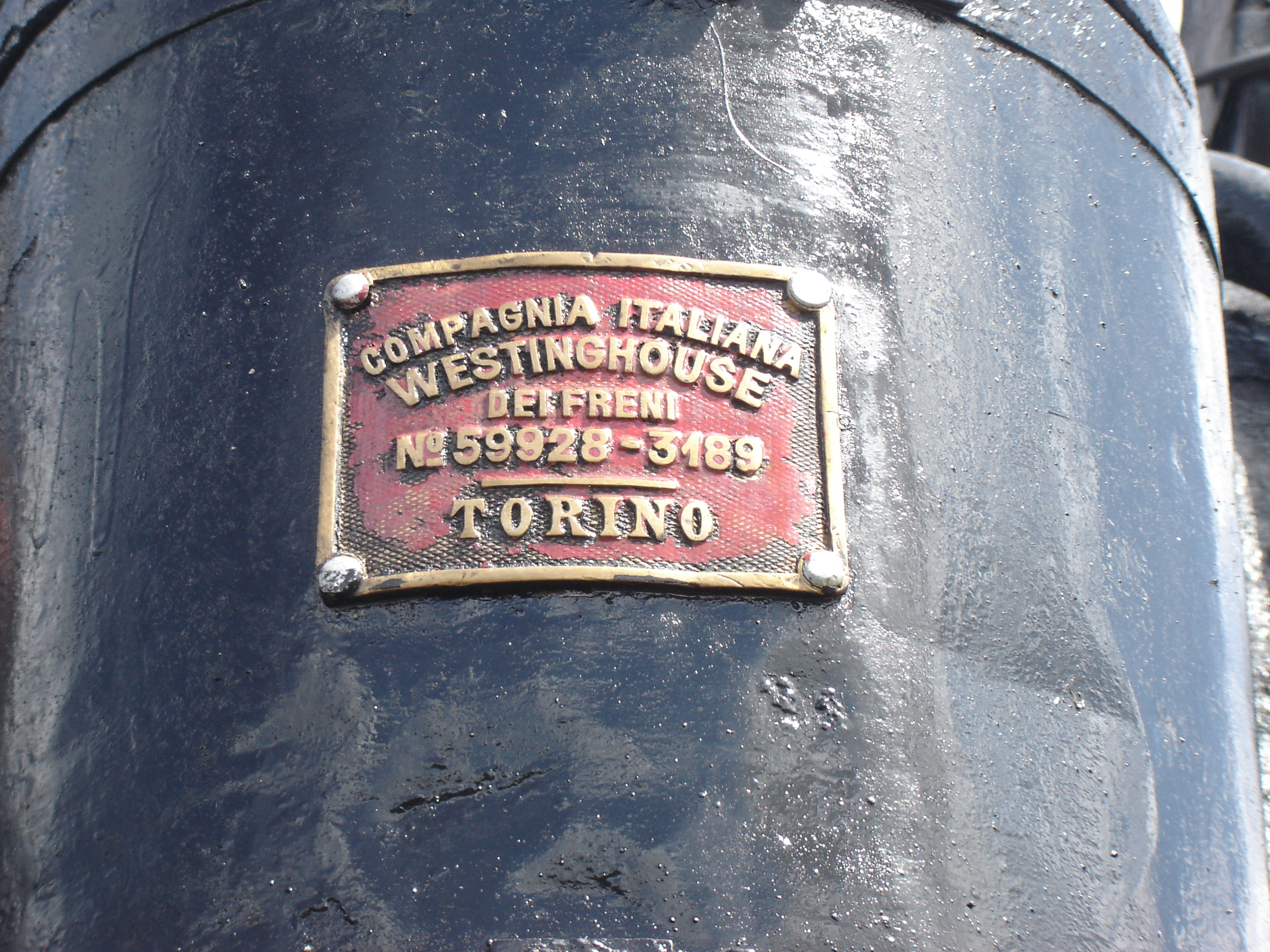
Targa Westinghouse
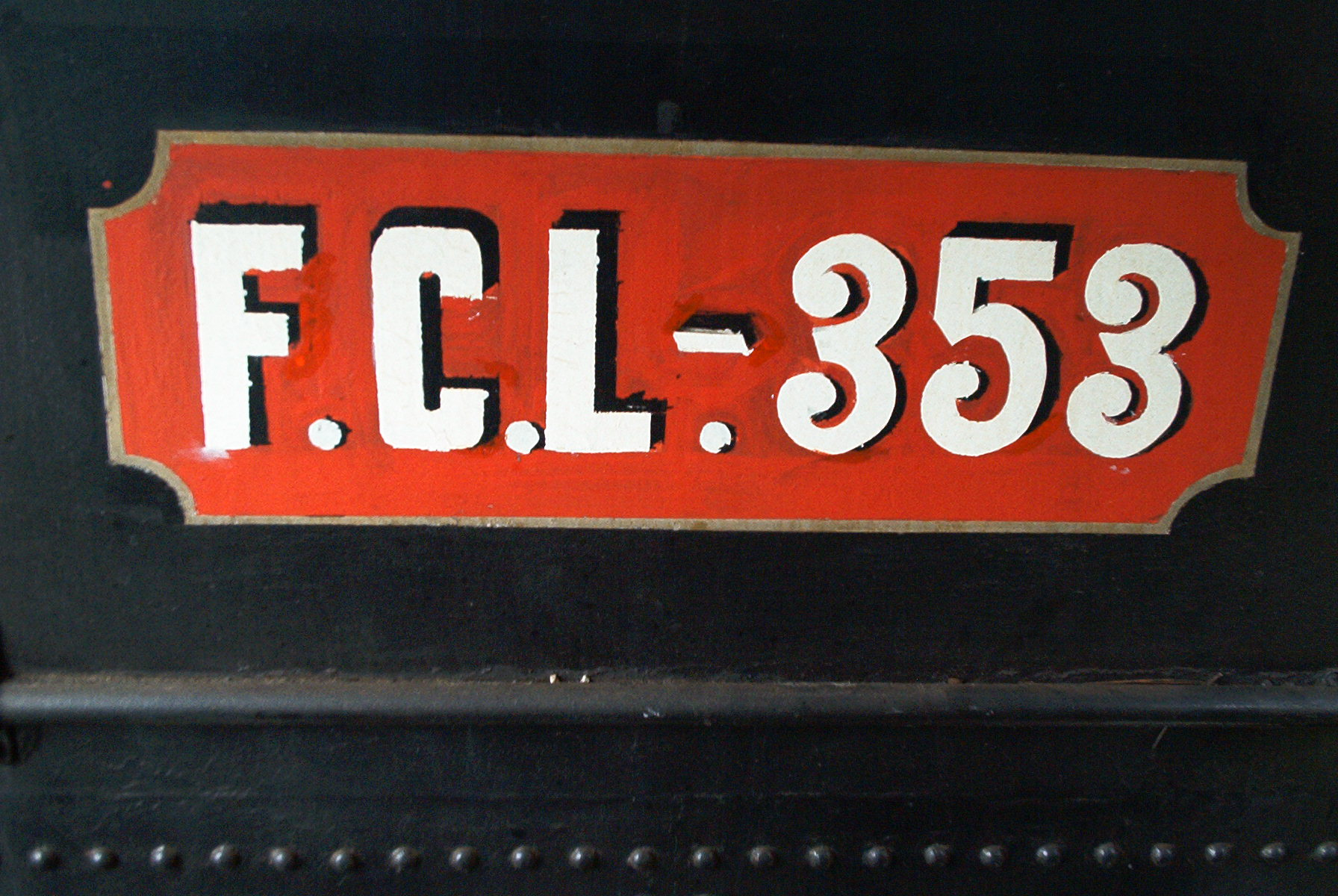
Numero posteriore FCL 353